# Slim Lonsdorf
Charles Joseph Lonsdorf, detto Slim (Mantiowoc, 22 marzo 1905 – Sheboygan, 10 dicembre 1987), è stato un cestista statunitense, professionista nella NBL.

## Carriera
Giocò per una stagione nella NBL, disputando 17 partite con 1,2 punti di media.